# Provincia de Zavhan
La aymag de Zavhan (en mongol: Завхан аймаг) es una de las 21 aymags (provincias) de Mongolia. Está situada en el oeste del país, del que ocupa una extensión de 82.500 kilómetros cuadrados, para una población de 89.999 habitantes (datos de 2000). Su capital es Uliastay.